# Republicanos (Brasil)
Republicanos es un partido político de Brasil anteriormente llamado Partido Republicano Brasileño (en portugués: Partido Republicano Brasileiro, PRB). Se fundó el 25 de agosto del 2005 y su código electoral es el 10.
PRB se asocia a menudo con la Iglesia Universal del Reino de Dios, debido a la participación de este último en su fundación.

## Historia
El partido fue fundado en agosto de 2005 como Partido Renovador Municipalista por pastores de la Iglesia Universal del Reino de Dios. En marzo de 2006, el partido pasó a llamarse Partido Republicano Brasileño.
El Partido Republicano de Brasil luchó primero contra el presidente Luiz Inácio Lula da Silva, y luego lo apoyó tras su reelección en 2006. En 2010, el PRB mantuvo su apoyo a la coalición de centro-izquierda liderada por el Partido de los Trabajadores. En las elecciones parlamentarias, el PRB logró importantes avances en la Cámara de Diputados, al obtener ocho escaños frente a uno anteriormente, mientras que perdió un escaño en el Senado (uno a dos).
Los miembros del PRB votaron a favor del impeachment de la presidenta Dilma Rousseff en 2016, aunque se suponía que formaban parte de su mayoría. Luego apoyaron al gobierno de Michel Temer.
La mayoría de los representantes elegidos por el partido pertenecen a la Iglesia Universal del Reino de Dios. Cuenta con el apoyo del grupo Record, muy presente en los medios de comunicación.
En las elecciones presidenciales de 2018, el Partido Republicano de Brasil apoyó al candidato del Partido de la Social Democracia Brasileña (PSDB), Geraldo Alckmin. Luego apoya al nuevo presidente Jair Bolsonaro.
El PRB cuenta con treinta y dos diputados tras las elecciones legislativas de 2018, lo que le convierte en el octavo grupo parlamentario. Su presidente, Marcos Pereira, es también vicepresidente de la Cámara de Diputados. El partido también gobierna Río de Janeiro desde 2016, bajo el liderazgo de Marcelo Crivella. En 2020, dos de los hijos de Jair Bolsonaro, Flavio (senador) y Carlos (concejal de Río de Janeiro), y su exesposa, Rogéria Braga, se unieron al partido.

## Estadísticas
En 2022 contaba con 495.136 miembros.
En 2012, el 80% de los miembros eran católicos, el 20% evangélicos, incluidos 6 de la Iglesia universal.

## Resultados electorales

### Elecciones presidenciales
|  | 48,6 % |

|  | 60,8 % |

|  | 46,9 % |

|  | 56,1 % |

|  | 41,6 % |

|  | 51,6 % |

|  | 4,76 % |

|  | 43,20 % |

|  | 49,10 % |

### Elecciones parlamentarias
|  | 0,3 % |

|  | 1,7 % |

|  | 4,6 % |

|  | 5,1 % |